# Adam Lipiński

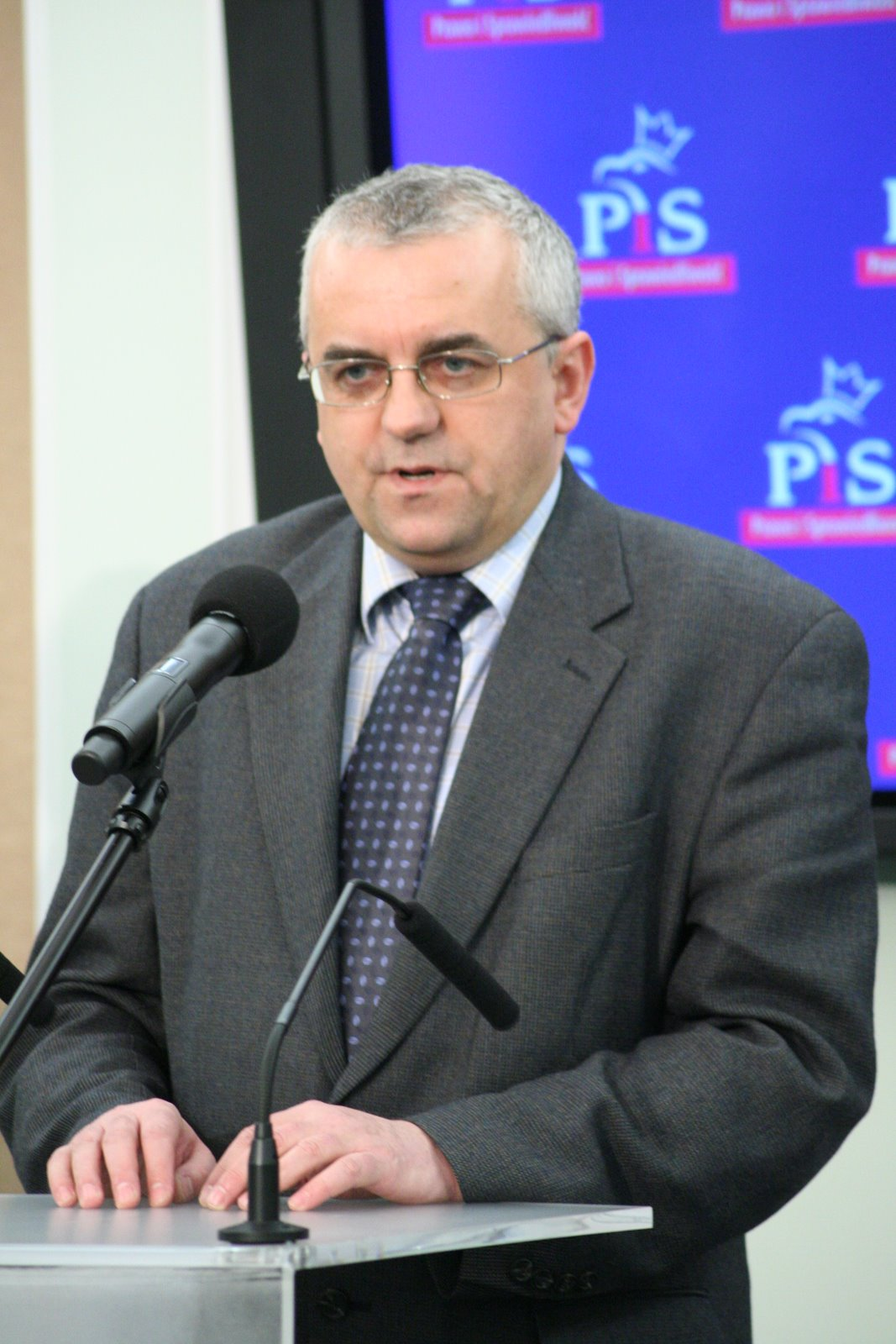
Adam Lipiński

Adam Józef Lipiński (* 11. September 1956 in Głubczyce) ist ein polnischer Politiker (PC, AWS, PiS). Er war von 1991 bis 1993 und von 2001 bis 2020 Abgeordneter des Sejm in der I., IV., V., VI., VII., VIII. und IX. Wahlperiode sowie ehemaliger Leiter des Kabinetts von Jarosław Kaczyński. Von 2015 bis 2016 war er im Kabinett Szydło Staatssekretär bei der Ministerpräsidentin für die Beziehungen zum Parlament.

## Leben und Beruf
Lipiński besuchte das 2. allgemeinbildende Gymnasium in Legnica und die Wirtschaftsakademie (Fakultät für Nationalökonomie) in Breslau. Er arbeitete unter anderem in den Bekleidungsbetrieben Hanka in Legnica. Darüber hinaus war er Redakteur der Zeitschrift Nowe Państwo.
Adam Lipiński ist verheiratet.

## Politik
Ende der 1970er-Jahre war Lipiński in einem studentischen Komitee der Solidarność und als Sprecher des Legnicer Komitees für Gesellschaftliche Selbstverteidigung aktiv. Während des Kriegszustands von 1981 bis 1983 ging er in den Untergrund und arbeitete weiter in der Opposition. Er war unter anderem Leiter der Druckerei des Regionalen Streikkomitees in Breslau, war Mitbegründer der Organisation Ruch Społeczny Solidarność (Gesellschaftliche Bewegung Solidarność) und Redakteur einiger Verlage für Bücher und Zeitschriften (Verlag Kret, Monatsschrift Konkret und Nowa Republika).
1989 war er einer der Gründer des Vereins Centrum Demokratyczne (Demokratisches Zentrum) und Mitglied des Komitet Obywatelski „Solidarność“ (Bürgerkomitees Solidarność) in Breslau. Er organisierte die Parteistrukturen der Porozumienie Centrum (PC) in Niederschlesien. Bei der ersten vollständig freien Parlamentswahl wurde er für die PC in den Sejm gewählt. Bei der vorgezogenen Neuwahl im September 1993 scheiterte die PC mit nur 4,4 % an der neu eingeführten Fünf-Prozent-Hürde und verpasste den Wiedereinzug in den Sejm. Bei der Parlamentswahl 1997 kandidierte er erfolglos auf der Liste des Wahlbündnisses Akcja Wyborcza Solidarność, an dem sich die PC beteiligt hatte. Von 1999 bis zur Auflösung 2002 war er Vorsitzender der PC.
2001 war er einer der Gründer der Prawo i Sprawiedliwość (PiS), deren stellvertretender Vorsitzender er von der Gründung bis 2020 war. Er erhielt bei der Parlamentswahl in diesem Jahr erneut einen Sitz im Sejm. Er war in dieser IV. Wahlperiode Mitglied der Sejmausschüsse für den Staatsschatz sowie für Nationale und Ethnische Minderheiten. Auch 2005 wurde er wieder in den Sejm gewählt. Am 4. November 2005 wurde er zum Staatssekretär in der Staatskanzlei des Premierministers ernannt und war verantwortlich für die Zusammenarbeit zwischen Regierung und Parlament. Am 14. Juli 2006 wurde er Chef des Politischen Kabinetts des Premierministers Jarosław Kaczyński. Von beiden Ämtern wurde er am 16. November 2007 entlassen. Im September 2006 wurde ein mit einer versteckten Kamera aufgenommenes Video veröffentlicht, das Lipiński bei einem Bestechungsversuch zeigte. Er bot der Abgeordneten Renata Beger (Samoobrona) an, dass sie bei einem Übertritt zur PiS ihren Posten als Staatssekretärin im Landwirtschaftsministerium behalten könne. Außerdem wurden ihr Verwaltungsjobs für Familienangehörige, juristische Hilfe bei Gerichtsverfahren und finanzielle Unterstützung angeboten.
Bei den vorgezogenen Parlamentswahlen 2007 wurde er für den Wahlkreis Legnica mit 32.303 Stimmen zum vierten Mal Abgeordneter. Er war stellvertretender Vorsitzender der Sejmausschusses für die Verbindung mit den Auslandspolen. Auch 2011 und 2015 wurde er wieder in den Sejm gewählt. Er gehört zu den 89 Personen aus der Europäischen Union, gegen die Russland im Mai 2015 ein Einreiseverbot verhängt hat. Am 16. November 2015 wurde er von Ministerpräsidentin Beata Szydło zum Staatssekretär bei der Ministerpräsidentin für die Beziehungen zum Parlament ernannt. Im Oktober 2016 wurde er zum Regierungsbevollmächtigten für die Zivilgesellschaft und für Gleichstellung ernannt. Bei der Parlamentswahl 2019 wurde er erneut in den Sejm gewählt. Am 4. November 2020 wurde er zum Vizepräsidenten der polnischen Zentralbank Narodowy Bank Polski ernannt. Daraufhin legte er sein Abgeordnetenmandat nieder.

## Ehrungen
- 2016 Krzyż Wolności i Solidarności[17]
- 2016 Kommandeurskreuz des Ungarischen Verdienstordens[18]